# Anne Dorte Michelsen
Anne Dorte Michelsen (nascida a 17 de julho de 1958 em Århus) é uma cantora e compositora dinamarquesa.
Na Dinamarca, é conhecida principalmente por ter feito parte dos agrupamentos musicais Tøsedrengene e Venter på Far. É também conhecida pela sua carreira a solo. No que diz respeito ao estrangeiro, o seu álbum Næste Dans vendeu bem na Noruega, na Suécia e no Japão. A canção Fortrolighed foi usada como música de abertura numa série televisiva japonesa.
No seu país natal, é também conhecida como jornalista, escrevendo colunas em diversos jornais.
É casada com o actor Carsten Kressner, com quem tem dois filhos.

## Discografia
Com a banda Tøsedrengene:
- Tiden står stille (1981)
- 3 (1982)
- Alle vore håb (1983)
- Tiden er klog (1984)
- Pas på dine blå øjne (single, 1985)
- I sikre hænder (1985)
- Komplet (opsamling) (2006)

A solo:
- Mellem Dig og Mig (1983)
- Næste Dans (1986)
- Alting Vender Tilbage (1987)
- Elskerindens Have (1989)
- Den Ordløse Time (1990)
- Min Karriere Som Kvinde (1992)
- De Store & De Stille (opsamling) (1998)
- Mørke Vande - Lyse Strande (2000)
- Fred hviler over land og by (2002)
- Så Stille Som Sne (2003)
- Hvor var det nu vi var? (2007)

Com a banda Venter på Far:
- Vupti (1994)
- Undskyld (1999)
- Du har så evigt ret (2004)

Outras obras: 
- Når engle elsker (single) 1985
- Afrika (Single 1985)
- Dyrene i Hakkebakkeskoven (1990)
- Åh abe (1993)
- Pa-Papegøje (1994)
- Tangokat (1995)
- Hemli Helikopter (1997)
- Nissekys og stjernedrys (1998)
- Bjarne i den gule trøje (Single 1997)
- De største er de små - sange til Anker (2007)